# Francisco Pizarro
Francisco Pizarro González (k. 16 tháng 3, 1478 – 26 tháng 6, 1541) là một nhà thám hiểm và chinh phục người Tây Ban Nha, ông đã xâm chiếm Trung và Nam Mỹ. Ông là người đã chinh phục đế chế Inca và sáng lập ra thành phố Lima, mệnh danh là La Ciudad de los Reyes (thành phố của vua). Lima sau trở thành thủ đô của Peru. Vì sự nghiệp đó mà ông được liệt vào hàng conquistador, tức chinh phục tướng công của Tây Ban Nha.
Pizarro sinh ra tại Trujillo, (Cáceres), Extremadura, Tây Ban Nha. Hiện năm sinh của Francisco chưa được xác định vì các nguồn tin đưa ra những thông tin trái ngược về năm sinh của ông: 1471, 1475–1478. Ông là một người con không thừa nhận của Gonzalo Pizarro Rodríguez de Aguilar, một đại tá bộ binh phục vụ trong các chiến dịch Italia dưới trướng tướng Gonzalo Fernández de Córdoba, tại Navarre. Mẹ của Francisco Pizarro là Francisca González Mateos, một người đàn bà mảnh khảnh đến từ Trujillo. Từ nhỏ cậu bé không được cho đi học đoàn hoàng Qua cha của ông, Francisco là anh con bác với Hernán Cortés, người đã xâm chiếm Mexico. Gia đình anh rất nghèo và anh muốn thay đổi cuộc sống của mình để giúp ba mẹ anh.
Vào ngày 10 tháng 11 năm 1509, Pizarro đi thuyền buồm từ Tây Ban Nha đến Tân Thế giới với Alonso de Ojeda trên một chuyến thám hiểm vịnh Urabá tại Tierra Firme. Pizarro trở thành một người tham gia vào thuộc địa thất bại của Ojeda, chỉ huy những người còn lại cho đến khi ông ta bỏ rơi nó với những người sống sót.:93 Ông đã đi thuyền buồm đến Cartagena và gia nhập đội thuyền của Martín Fernández de Enciso năm 1513.